# Wysokość geopotencjału
Wysokość geopotencjału – wielkość określająca wysokość nad poziomem morza określoną przez energię potrzebną do podniesienia ciała na daną wysokość. W meteorologii zwykle mówi się o geopotencjalnej wysokości pewnego ciśnienia, która odpowiada wysokości geopotencjału niezbędnej dla danego ciśnienia.
Wysokość geopotencjału jest równa energii, jaką należy dostarczyć, podnosząc ciało o masie 1 kg na wybraną wysokość podzieloną przez średnie przyspieszenie ziemskie. Wartość ta odpowiada wysokości policzonej z wagą będącą lokalną wartością przyspieszenia ziemskiego policzoną od poziomu przyjętego za zerowy do wybranego miejsca, podzielonego przez średnie przyspieszenie ziemskie, co określa wzór:
{\displaystyle Z_{g}={\frac {1}{g_{0}}}\int \limits _{0}^{z}g(\theta ,h)dh,}
gdzie:
{\displaystyle g=g(\theta ,h)} – przyśpieszenie grawitacyjne na wysokości {\displaystyle h} i szerokości geograficznej {\displaystyle \theta ,}
{\displaystyle g_{0}} – standardowa wartość przyspieszenia ziemskiego.
Gdyby Ziemia była idealną jednorodną kulą i nie obracałaby się, to wysokość geopotencjału odpowiadałaby wysokości punktu nad poziomem morza.
Mapa konturowa wysokości geopotencjału dla tej samej wartości ciśnienia (w przybliżeniu wysokość, na której występuje dane ciśnienie) lepiej przedstawia sytuację pogodową niż mapa ciśnienia na wybranej wysokości i dlatego jest używana w meteorologii do prognozy pogody w górnych warstwach atmosfery; pokazuje wyże i niże atmosferyczne.
Gradient stałej wysokości geopotencjału wskazuje na wiatr geostroficzny, natomiast odstęp pomiędzy wysokością geopotencjału dla dwóch różnych wartości ciśnienia określa (pośrednio z zależności gęstości powietrza od temperatury) średnią temperaturę warstwy pomiędzy tymi dwoma ciśnieniami.